# Mozárbez
Mozárbez és un municipi de la província de Salamanca a la comunitat autònoma de Castella i Lleó. Limita al Nord amb Aldeatejada, Miranda de Azán i Arapiles, a l'Est amb Terradillos i Valdemierque, al Sud-est amb Martinamor, al Sud amb Buenavista i Morille i al Sud-oest amb San Pedro de Rozados.

## Demografia
| 1991 | 1996 | 2001 | 2004 |
| ---- | ---- | ---- | ---- |
| 337  | 401  | 417  | 404  |